# 젠가

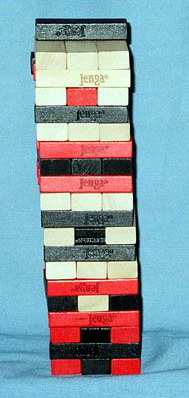
진실게임 젠가
(Jenga Truth-or-Dare)

젠가(Jenga)는 같은 사이즈인 직육면체의 조각(block)들을 쌓아 만든 탑에서 무너지지 않도록 주의하며 한 손으로 한 조각을 빼며, 맨 위에 다시 쌓아올리는 동작을 교대로 행하는 테이블 게임. 주로 파티게임으로 이용되고 있다.
젠가는 영국의 레슬리 스콧이 고안하여 1983년의 London Toy Fair에서 출시됐고 현재는 해즈브로 사(소재:미국 로드아일랜드주)의 자회사인 파커 브러더즈가 판매한다. Jenga는 스와힐리어로 '쌓아올리다'라는 뜻이다.
기본형은 54개의 조각을 가로로 3개씩 만들어 쌓아올린 18층 탑이다. 조각은 맨 위층을 제외한 어느 곳에서 빼도 상관이 없으나, 맨 위층이 가로 3개가 되기 전에 그 바로 아래층의 조각을 빼서는 안된다. 탑을 무너뜨린 사람이 패한다. 직육면체는 조각마다 미묘하게 요철이 있어, 게임성을 더욱 높인다.
젠가에는 그 외에 조각이 마름모형으로 쌓아올려진 젠가 익스트림(Jenga Xtreme), 미니 사이즈와 대형사이즈 상품, 조각에 지령이 적힌 진실게임 젠가(Jenga Truth-or-Dare), 주사위나 카드와 함께 노는 상품 등 다양하게 변형하여 판매된다.

## 같이 보기
- 해즈브로
- 도미노